# ゴルギュティオーン

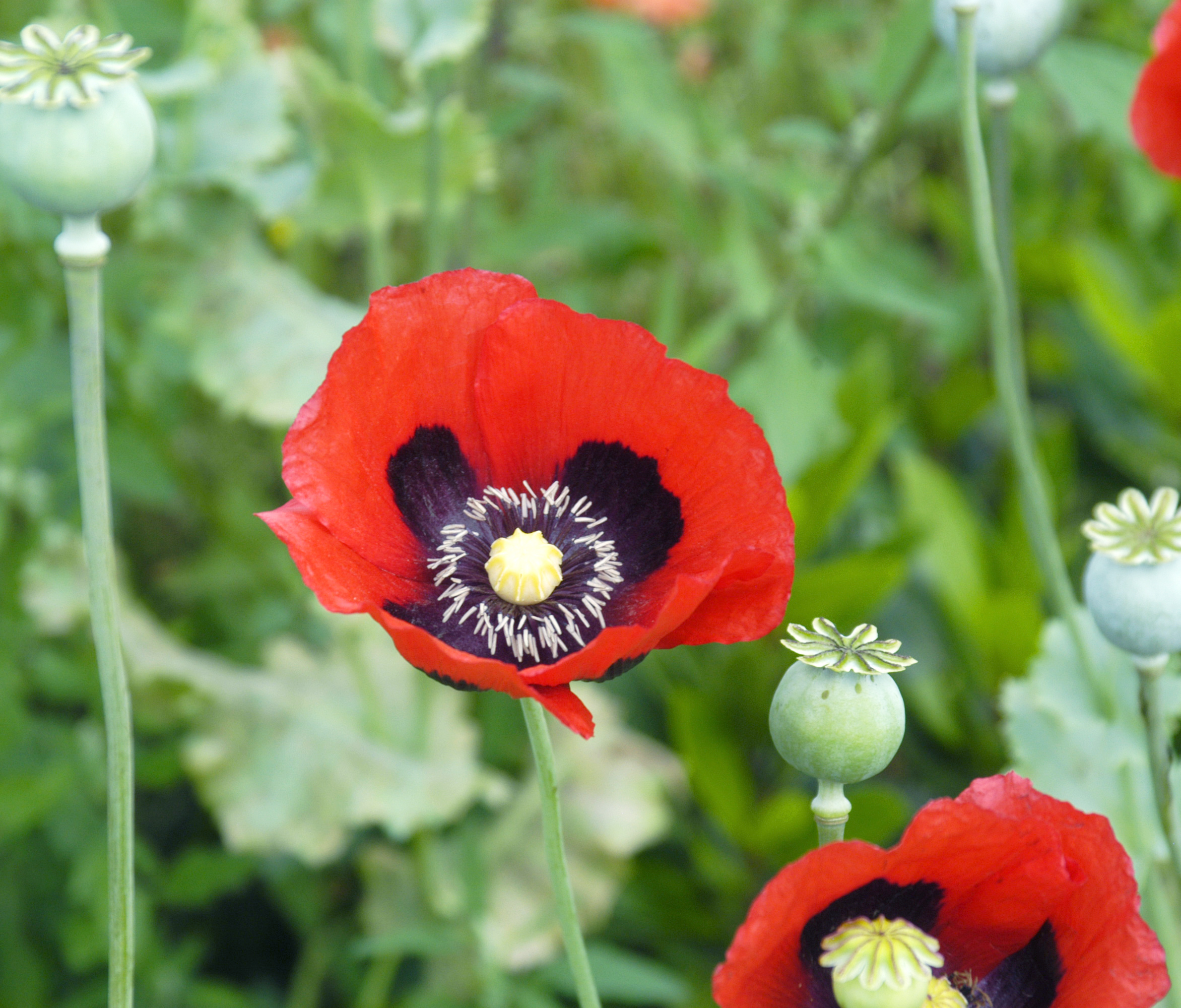
ゴルギュティオーンの死にもたとえられたケシの花とその実。

ゴルギュティオーン（古希: Γοργυθίων, Gorgythiōn）は、ギリシア神話の人物である。長母音を省略してゴルギュティオンとも表記される。トローイア王プリアモスと妃の1人との間に生まれた子。母はトラーキア地方のアイシュメーの美女カスティアネイラである。2人の間に生まれたゴルギュティオーンは美男子だったとされる。トロイア戦争ではトローイア軍の武将の1人として戦った。
『イーリアス』2日目、ギリシア軍の武将テウクロスは大アイアースとのコンビで多くのトローイアの将を討ち取り、さらにヘクトールを討たんとして矢を放ったが、ヘクトールではなくゴルギュティオーンに当たって射倒した。兜の重みでゴルギュティオーンの頭ががくりと傾く様は、まるで実をつけて重くなったケシの花が、雨に濡れてさらに重くなって実を垂らすかのようであったという。
一説によるとゴルギュティオーンはパトロクロスに討たれた。